# KZ Herzogenbusch

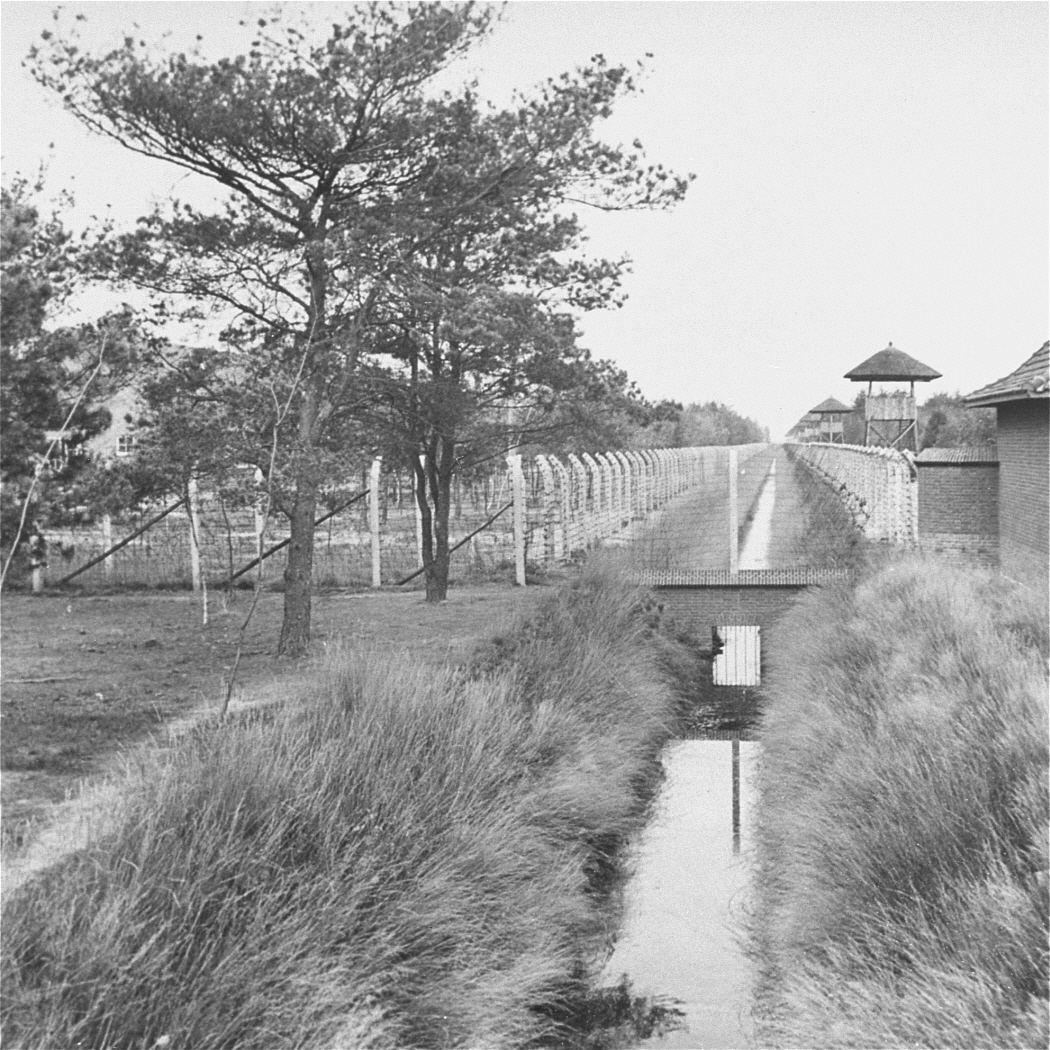
Teilansicht des KZ Herzogenbusch (1944/1945)

Das Konzentrationslager Herzogenbusch (niederländisch Kamp Vught) war eines der fünf deutschen Konzentrationslager in den Niederlanden im Zweiten Weltkrieg. Nach der Befreiung wurde es von den Alliierten als Internierungslager für evakuierte Deutsche benutzt. Vught ist ein Ort bei ’s-Hertogenbosch.

## Geschichte

### Das Konzentrationslager
1942 wurde mit dem Bau des Lagers begonnen. Es wurde nach dem Vorbild von Konzentrationslagern im Deutschen Reich angelegt und war eines der drei westlich des Reiches angelegten offiziellen Konzentrationslager. Die anderen waren das KZ Natzweiler-Struthof im Elsass (Frankreich) und das KZ Breendonk in Belgien. Die Kosten von 15 Millionen Gulden wurden hauptsächlich aus beschlagnahmtem jüdischem Vermögen bezahlt. Das KZ war einen Kilometer lang und 350 m breit. Die ersten Häftlinge kamen aus dem Durchgangslager Amersfoort und mussten das Lager selbst bauen.
Das KZ wurde am 5. Januar 1943 eröffnet; stand unter direkter Aufsicht des SS-Wirtschafts- und Verwaltungshauptamtes (WVHA). Kommandant war SS-Untersturmführer Karl Chmielewski.
Insgesamt wurden etwa 31.000 Männer, Frauen und Kinder in diesem KZ interniert, unter ihnen 12.000 Juden, Angehörige der Roma-Minderheit, politische Häftlinge, Zeugen Jehovas, Widerstandskämpfer, Homosexuelle und als „asozial“ Etikettierte. Die Häftlinge leisteten Zwangsarbeit an den Befestigungsbauten außerhalb des Lagers und in Produktionsstätten der Firma Philips. Die Philips-Betriebsleiter zögerten lange mit der Zusammenarbeit und waren erfolgreich bei der Verbesserung der Arbeitsumstände. Die Häftlinge stellten Kleidung und Pelzwaren her.
In das KZ integriert waren jeweils ein:
- „Schutzhaftlager“
- „Judenauffanglager“, als „Judendurchgangslager (JDL)“ ab Juni 1943
- „Geisellager“
- „Studentenlager“
- „Polizeiliches Durchgangslager (PDL)“

Am 6. und 7. Juni 1943 wurde bekannt gemacht, dass alle jüdischen Kinder das KZ verlassen müssen und in ein spezielles Kinderlager kämen, aber sie wurden in das Durchgangslager Westerbork gebracht. Von dort wurden sie in das Vernichtungslager Sobibor (Polen), deportiert und ermordet. 
Im KZ Herzogenbusch steht ein Denkmal mit den Namen von 1269 ermordeten jüdischen Kindern und Jugendlichen.
In einer der Frauenbaracken gab es eine Denunziantin, die Inhalte der Gespräche an die Lagerkommandantur meldete und dafür Hafterleichterung bekam. Eines Tages flog sie auf, und die 89 Frauen der Baracke beschlossen, der Verräterin die Haare abzuschneiden. Am nächsten Tag beschwerte sich die Verräterin bei der Lagerkommandantur über das Vorgehen, woraufhin die Frau, die der Verräterin die Haare abgeschnitten hatte, in Einzelhaft gesteckt wurde. Dagegen wiederum protestierten die übrigen 88 Frauen, denn es sei nicht rechtens, diese eine zu bestrafen, wo sie doch gemeinsam die Entscheidung getroffen hatten. Daraufhin beschloss der seit Oktober 1943 befehlshabende Lagerkommandant SS-Hauptsturmführer Adam Grünewald, die Frauen in einer einzigen Zelle (Zelle 115) zusammenzupferchen. Am 15. Januar 1944 pressten SS-Männer, unter ihnen der erwähnte Lagerkommandant, dessen Adjutant Wicklein und Schutzhaftlagerführer Arnold Strippel 74 Insassinnen in eine 9,5 m² große Zelle, wobei die letzten schon mit brachialer Gewalt hinein gestopft wurden. Die restlichen 15 Frauen wurden in eine zweite Zelle gesperrt, mit gleicher Grundfläche. Beide Räume hatten keine Ventilation. Bis zum Morgen des 16., als die Zellentür 115 geöffnet wurde, waren zehn erstickt. Im Mai 2009 lebten noch zwei der 74 Frauen aus Zelle 115 und sie sowie ihre Kinder berichten bei Besuchen im ehemaligen KZ, dass sie diese Nacht nicht vergessen können und bis heute darunter leiden.
Da dieser Vorfall in der niederländischen Öffentlichkeit zu erheblichem Aufruhr führte, wurden Grünewald und Wicklein vor das SS- und Polizeigericht in Den Haag gestellt. Wegen Misshandlung Untergebener wurde Grünewald Anfang März zu dreieinhalb Jahren und Wicklein wegen Begünstigung seines Vorgesetzten in Tateinheit mit fahrlässiger Tötung von zehn Frauen zu sechs Monaten Gefängnis verurteilt. Reichsführer SS Heinrich Himmler begnadigte die beiden Verurteilten. Grünewald wurde degradiert und an die Ostfront versetzt. Wicklein wurde, wahrscheinlich zur Bewährung, als Lagerleiter in das KZ-Außenlager Porta Westfalica versetzt, eines Außenlagers des KZ Neuengamme. Ab Oktober 1944, nachdem einige Neuengammer Außenlager zu Stützpunkten zusammengefasst worden waren, fungierte er als Leiter des Stützpunktes Porta und leitete die Außenlager Barkhausen, Hausberge und Lerbeck/Neesen bis zum April 1945. Nach Kriegsende geriet Wicklein in englische Kriegsgefangenschaft, aus der ihm im September 1945 die Flucht gelang. Später soll Wicklein in Oberhausen gewohnt haben. Sein weiterer Lebensweg ist unbekannt.
Sein Nachfolger in Herzogenbusch wurde im Februar 1944 SS-Sturmbannführer Hans Hüttig. Hüttig ließ von Juli bis zur Evakuierung des Lagers im September 1944 weitere 329 Häftlinge ermorden.
Am 5. und 6. September 1944 wurde das Lager vor den heranrückenden westalliierten Armeen evakuiert; die Häftlinge wurden in das KZ Sachsenhausen deportiert. Die Deutschen übergaben das Lager am 22. September 1944 an das Rote Kreuz. Es wurde von der kanadischen 4. Panzerdivision erst am 27. Oktober befreit.
Im KZ Herzogenbusch starben nach Angaben der Gedenkstätte über 750 Häftlinge an Hunger, Krankheiten und Misshandlungen, bei Erhängungen am Galgen oder durch die Erschießungskommandos auf dem Hinrichtungsplatz. 
Im KZ Herzogenbusch fand keine Massenvernichtung statt, anders als in den osteuropäischen Konzentrationslagern und Vernichtungslagern.

### Außenlager
Zum Stammlager Herzogenbusch gehörten zeitweise bis zu 14 Außenlager:
- in Arnheim (in der Coehoorn-Kaserne und in der Saksen-Weimar-Kaserne)
- in Breda (Flugplatz Gilze-Rijen)
- in Den Haag (nur kurzzeitig bestehendes, kleines Außenkommando: Hilfsdienste für den Befehlshaber der Sicherheitspolizei und des SD)
- in Eindhoven (Fliegerhorst)
- in Haaren (untergebracht im dortigen, beschlagnahmten Priesterseminar)
- in ’s-Hertogenbosch (Reifenfabrik der Firma Continental)
- in Leeuwarden (Fliegerhorst)
- in Leusden (in einem ehemaligen Barackenlager der niederländischen Armee)
- in Moerdijk (vor allem für wegen „Judenbegünstigung“ inhaftierte Niederländer)
- in Roosendaal (in der Landbouwschool)
- in Sint-Michielsgestel (nur fragmentarisch dokumentiert)
- in Tilburg (nur fragmentarisch dokumentiert)
- in Venlo (Fliegerhorst)

### Das Internierungslager (ab Herbst 1944)
Schon kurz nach der Befreiung des Konzentrationslagers wurde es von den Alliierten als Internierungslager genutzt. In den zugehörigen Gemeinden, die zu den ersten besetzten deutschen Gebieten gehörten, stand der Frontverlauf von September 1944 bis zum Januar 1945 still. Deshalb wurde die Bevölkerung aus den Gemeinden Gangelt und Selfkant nach Vught evakuiert, da man deutsche Kollaborateure fürchtete. Diese Maßnahme war wohl einmalig im Verlauf der Besetzung Deutschlands und wurde aufgrund negativer Erfahrungen nicht wiederholt.
Ab Mitte November wurden 6000 bis 7000 Deutsche in das Lager Vught gebracht. Zur gleichen Zeit wurden dort noch 3000 niederländische Kollaborateure festgehalten. Lagerkommandant war der kanadische Colonel Price, während die Wachmannschaften aus Niederländern rekrutiert wurden und die Oberleitung die britischen Truppen hatten. Lagerleiter auf deutscher Seite wurde Dechant Franzen. Dieses Kompetenzwirrwarr wirkte sich negativ auf die Leitung des Lagers aus.
In den 35 Baracken, die 85 m lang und 12,87 m breit waren, wurden jeweils 140 bis 190 Menschen untergebracht. Die Hygiene war katastrophal, z. B. erhielten die Frauen erst Ende Januar Sanitärtücher. Diphtherie, Ruhr und Typhus brachen aus, die Sterblichkeitsrate stieg. Zur Ernährung erhielten die Evakuierten pro Tag einen halben Liter Suppe und einige Kekse, im Winter sogar noch drastisch weniger. Babynahrung gab es keine. Hauptursache war wohl die Inkompetenz der Führung und das Fehlen funktionierender Behörden in den soeben befreiten Niederlanden. Obwohl die Front schon im Januar 1945 weiterzog, wurde die Bevölkerung bis Ende Mai im Lager festgehalten.

### Das Auffanglager für molukkische Soldaten (ab 1951)
Während des Indonesischen Unabhängigkeitskrieges hatten zahlreiche molukkische Soldaten in der Königlich Niederländisch-Indischen Legion (KNIL) gekämpft. Nach dem Sieg der Indonesier im Jahre 1949 galten sie als Kollaborateure und mussten deshalb zum Schutz vor Racheakten samt ihren Familien aus dem einstigen Niederländisch-Indien in die Niederlande evakuiert werden. Ein Großteil der demobilisierten molukkischen KNIL-Angehörigen wurde im Kamp Vught und im Lager Schattenberg untergebracht.
Heute befindet sich auf dem Gelände neben dem „Nationaal Monument“ Kamp Vught ein Gefängnis (mit einer Sonderabteilung für Terroristen und sonstige als sehr gefährlich eingestufte Verurteilte), eine Molukken-Siedlung („Lunetten“) und zwei Kasernen.

## Bekannte Gefangene

### Im Konzentrationslager (bis zum September 1944)
- Franz Ballhorn, deutscher Widerstandskämpfer gegen den Nationalsozialismus
- Corrie ten Boom, niederländische Gründerin einer Untergrundorganisation zur Rettung von Juden
- Hein Hoeben, niederländischer Journalist und Widerstandskämpfer
- Chris Lebeau, niederländischer Künstler und Anarchist. Er starb im Kamp Vught an Typhus.
- Jan Postma, niederländischer Kommunist und Widerstandskämpfer der Roten Kapelle. Er wurde am 23. Juli 1944 im Kamp Vught erschossen.
- Nico Richter, niederländischer Komponist, von Januar bis November 1943 im Lager inhaftiert

### Im Internierungslager (ab November 1944)
- Erich Deppner (SS-Sturmbannführer und Chef der Abteilung Gegnerbekämpfung des Befehlshabers der Sicherheitspolizei und des SD (BdS) in Den Haag)

## Die Gedenkstätte

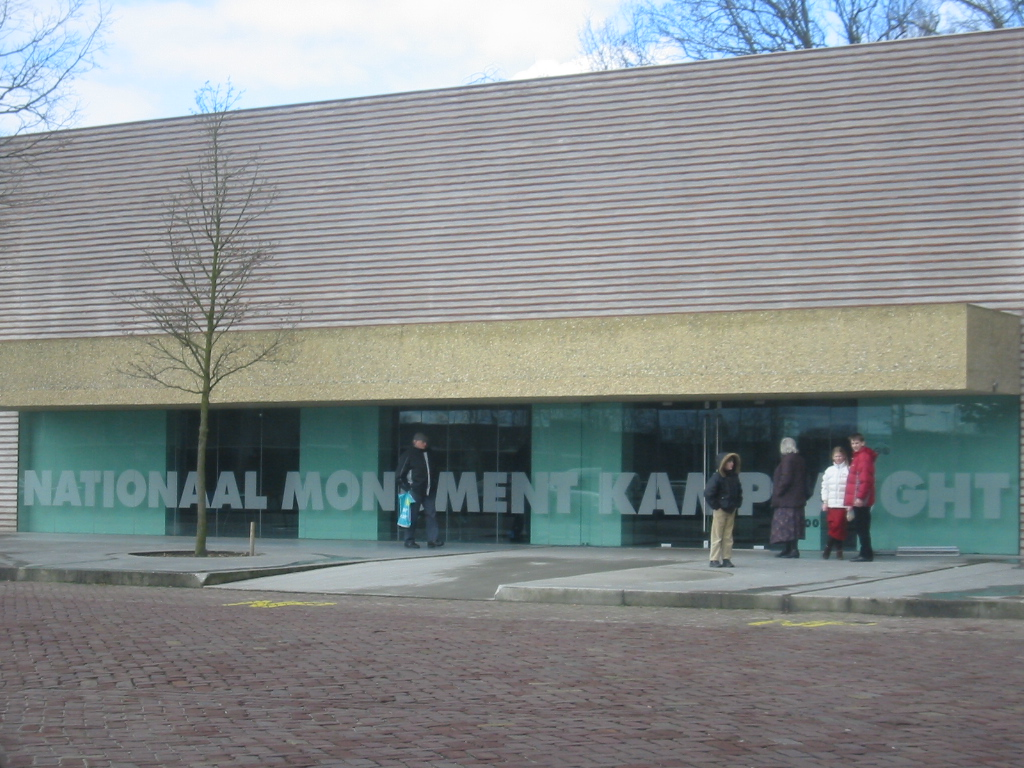
Nationaal Monument Kamp Vught, 2006

Auf dem Gelände des ehemaligen KZ Herzogenbusch befindet sich heute eine Gedenkstätte mit festen und wechselnden Ausstellungen.
Der Rundgang durch die Gedenkstätte beginnt mit der Ausstellung von Alltagsgegenständen, Kleidung, selbst gefertigtem Schmuck sowie Briefen der Häftlinge. In einer restaurierten Barackenhälfte (Baracke 1B, in Baracke 1A ist heute eine molukkische Kirche untergebracht) wird u. a. die Geschichte des Lagers nach der Befreiung 1944 dargestellt: Vught als Internierungslager für Deutsche, Deutsch-Niederländer, Mitglieder der Nationaal-Socialistische Beweging in Nederland (NSB) und Kollaborateure sowie als Unterkunft für ehemalige KNIL-Soldaten und ihre Familien.
Der zweite Teil des Rundgangs im Außengelände führt zu einer Miniatur des Lagers aus Naturstein, einer nachgebauten Baracke, welche die Lebensumstände der Häftlinge anschaulich verdeutlicht, zum Denkmal für die deportierten Kinder und Jugendlichen sowie in das Krematorium mit Sezierraum, Galgenraum und der berüchtigten Zelle 115.
Der dritte Abschnitt innerhalb des Gedenkstättengebäudes führt zur „Wand der Gedanken“, an die Besucher ihre Gedanken, auf Zettel geschrieben, an der Wand befestigen können. Außerdem befindet sich in diesem Abschnitt der „Raum der Besinnung“: 750 weiße Täfelchen mit den Namen der im KZ gestorbenen und hingerichteten Häftlinge sind an den Wänden angebracht. Die jüngsten Opfer sind nur wenige Monate alt geworden. Zum Schluss des Rundgangs werden kurz einige andere Konzentrationslager vorgestellt, die mit dem KZ Herzogenbusch in Zusammenhang standen.

## Bilder, Fotografien

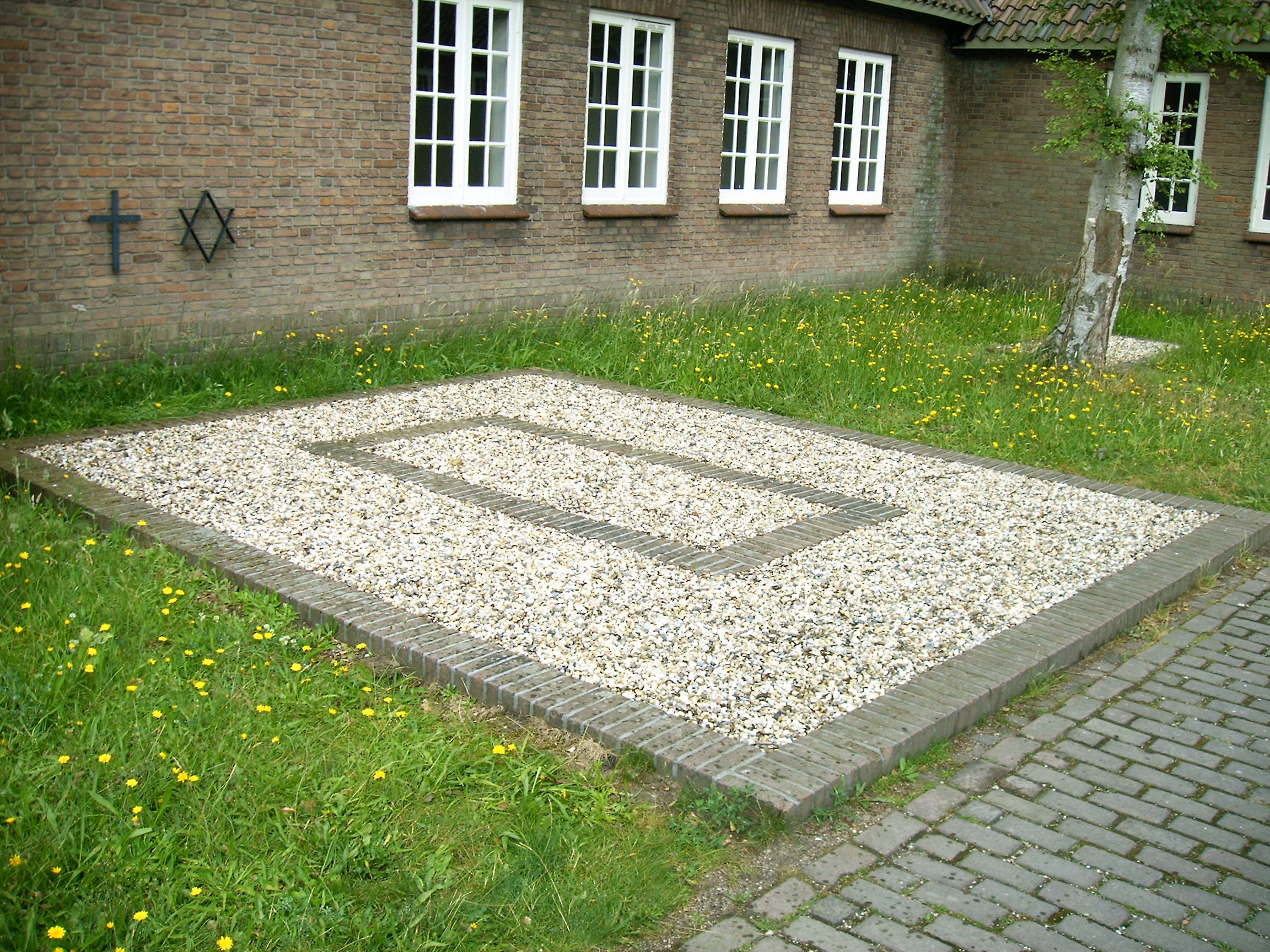
Aschegräber neben dem Krematorium
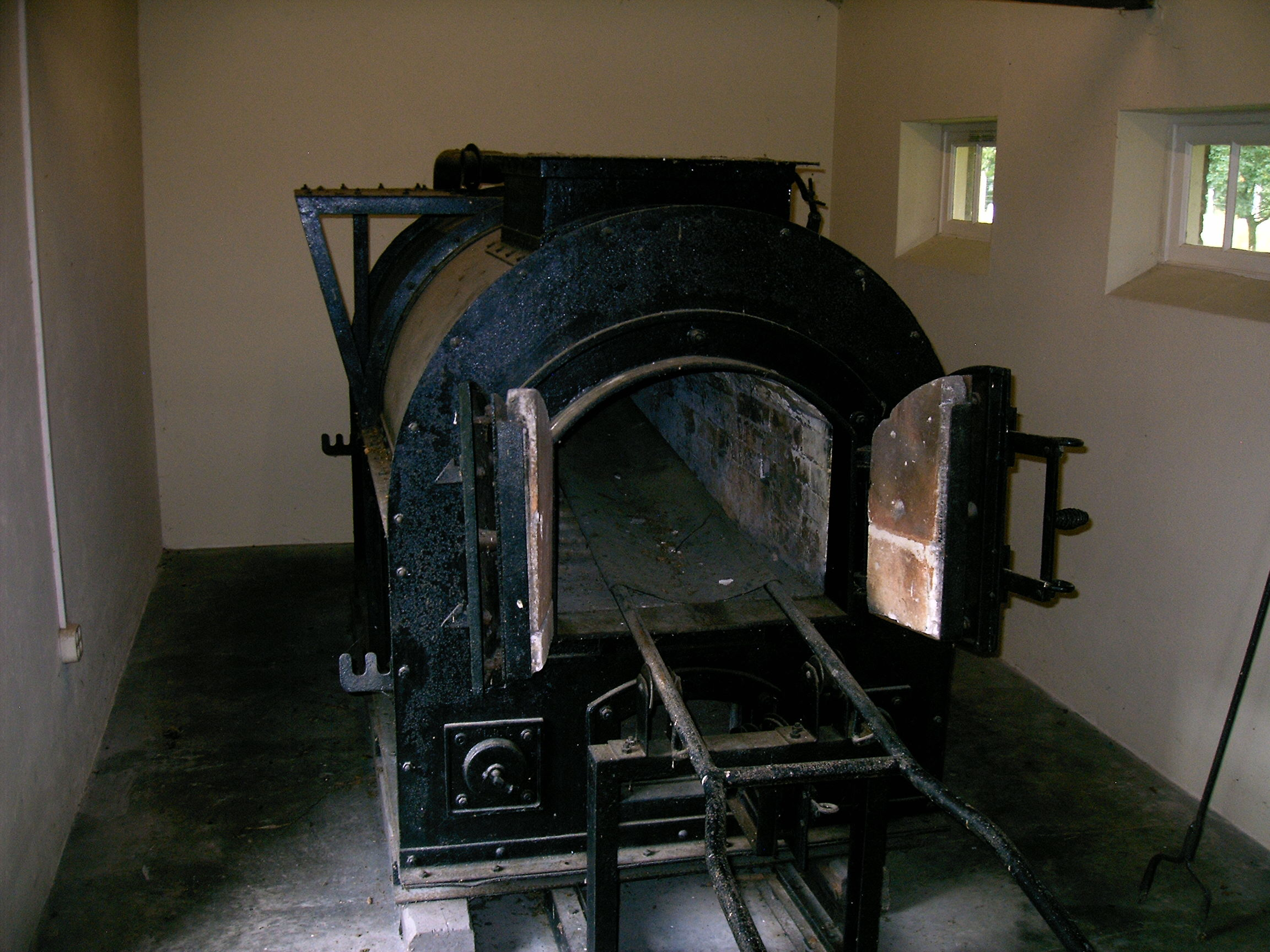
Krematorium (mobil)
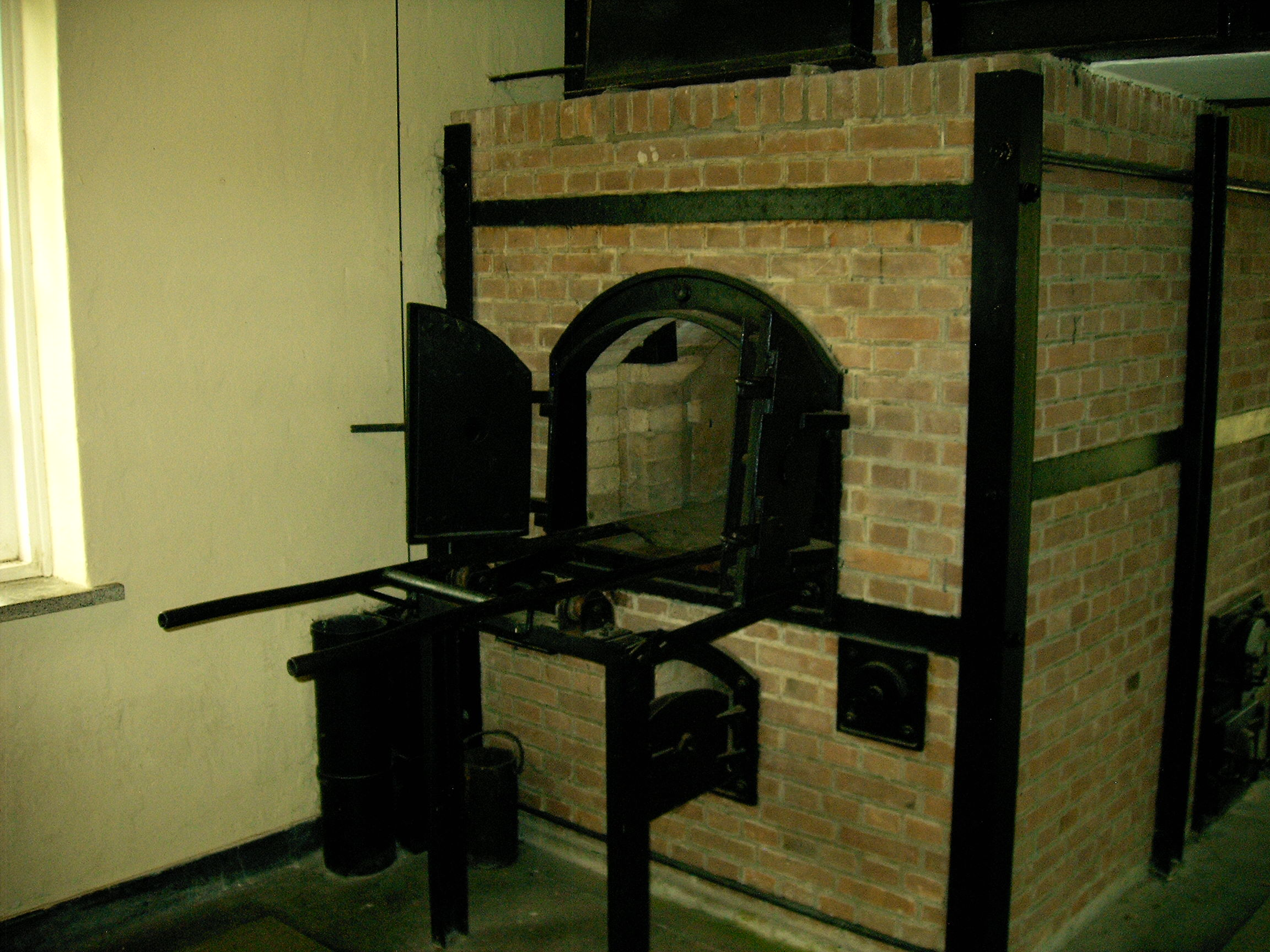
Krematorium
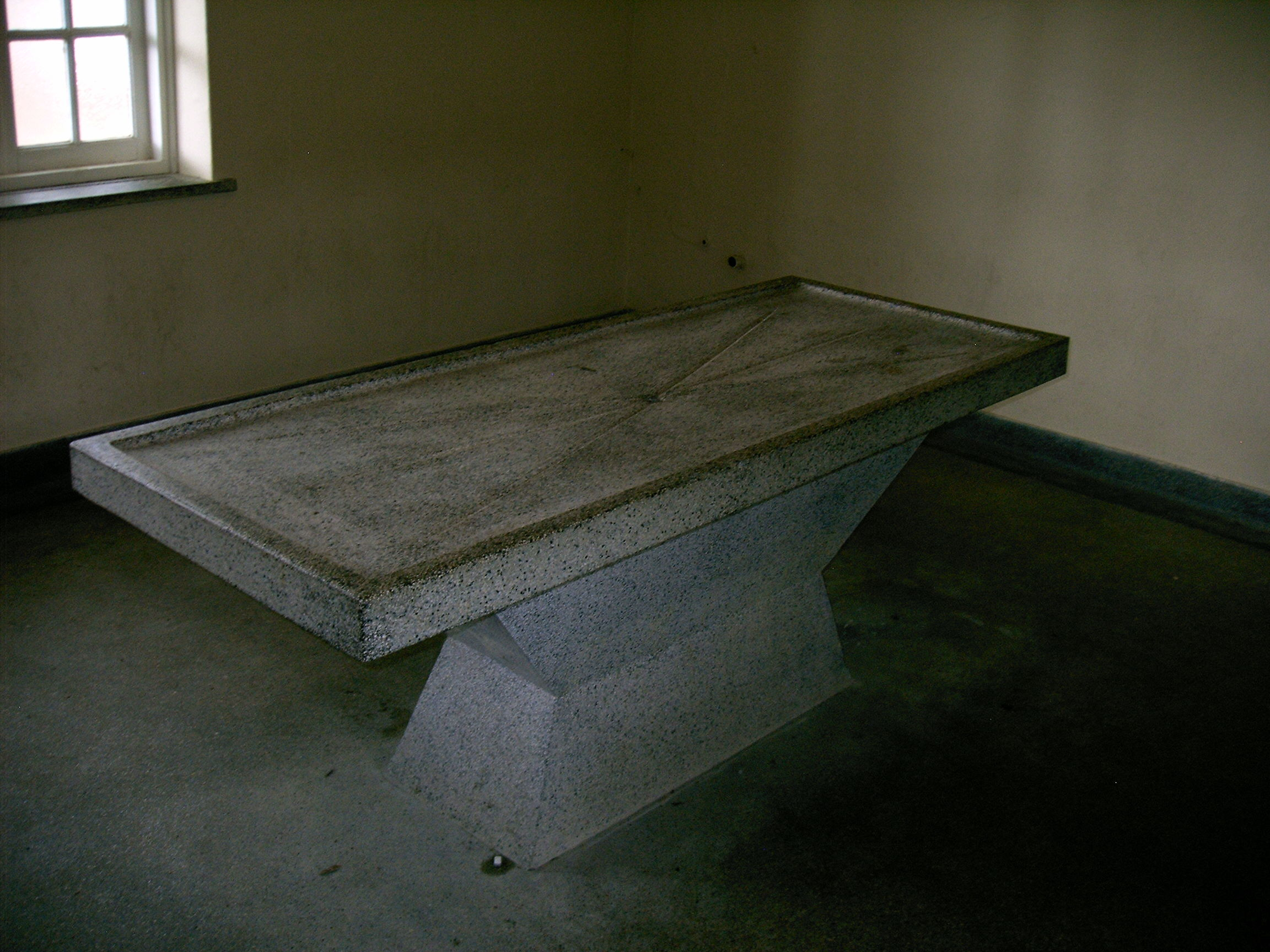
Seziertisch
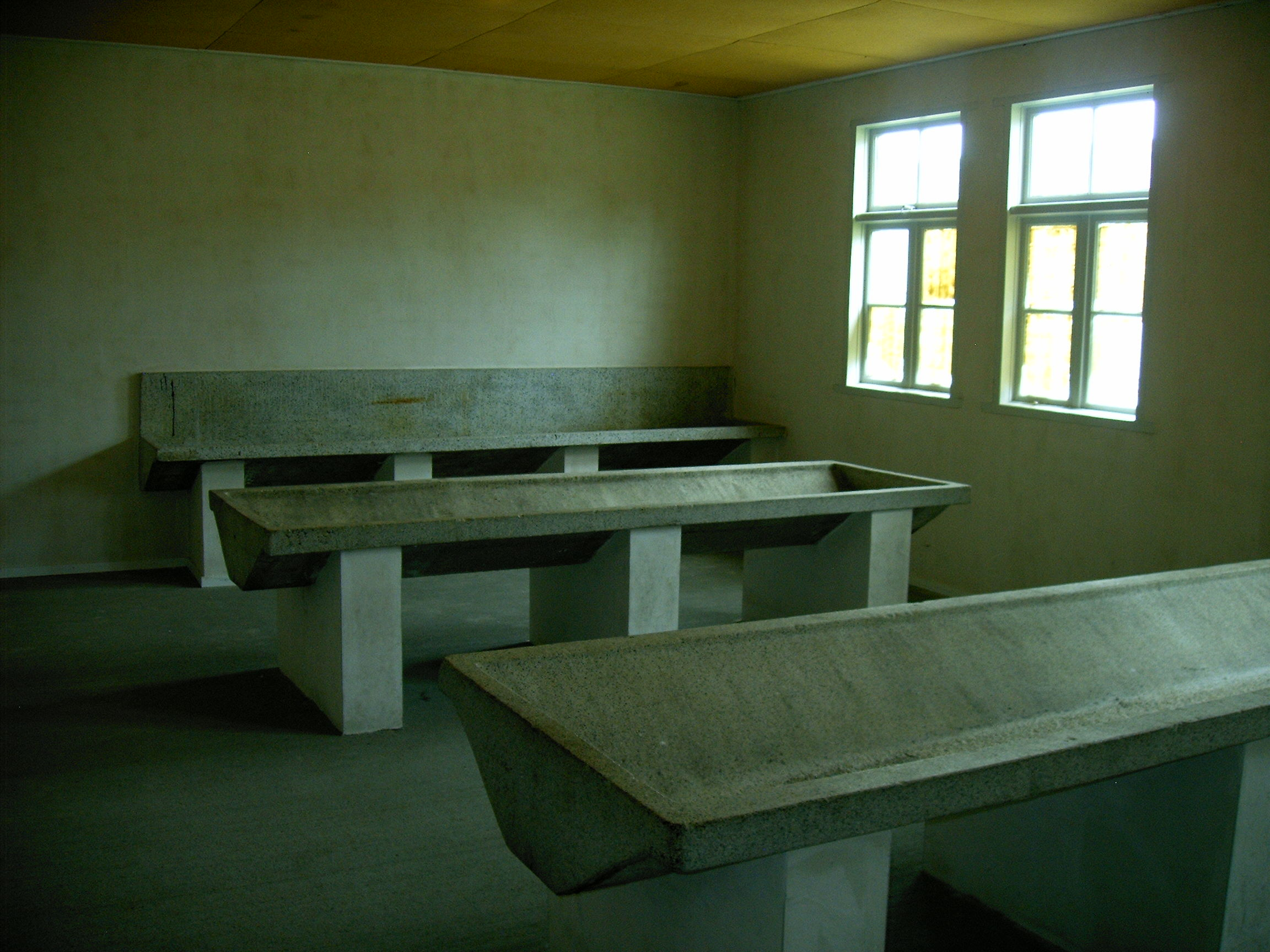
Waschraum in einer Baracke
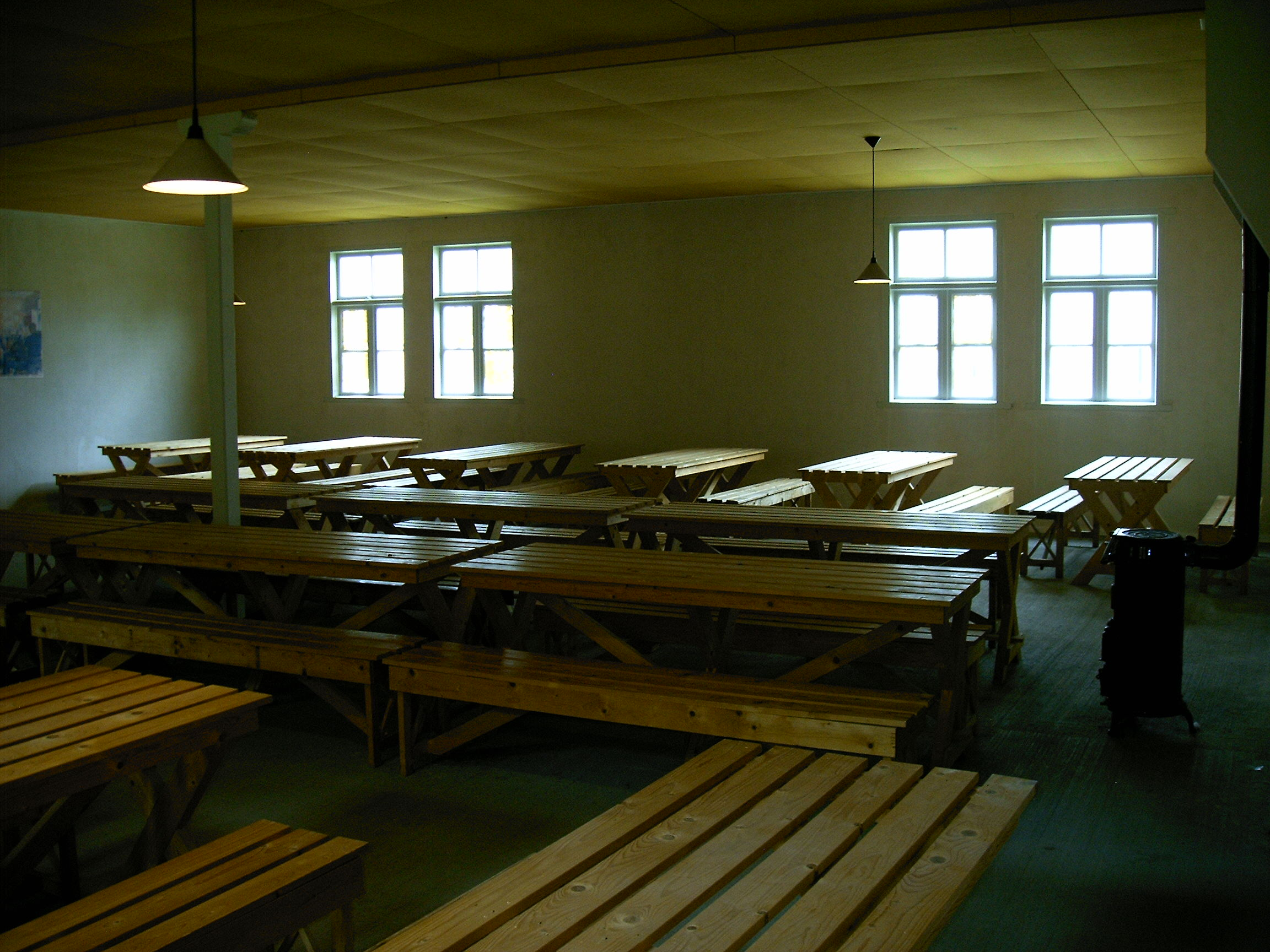
Aufenthaltsraum in einer Baracke
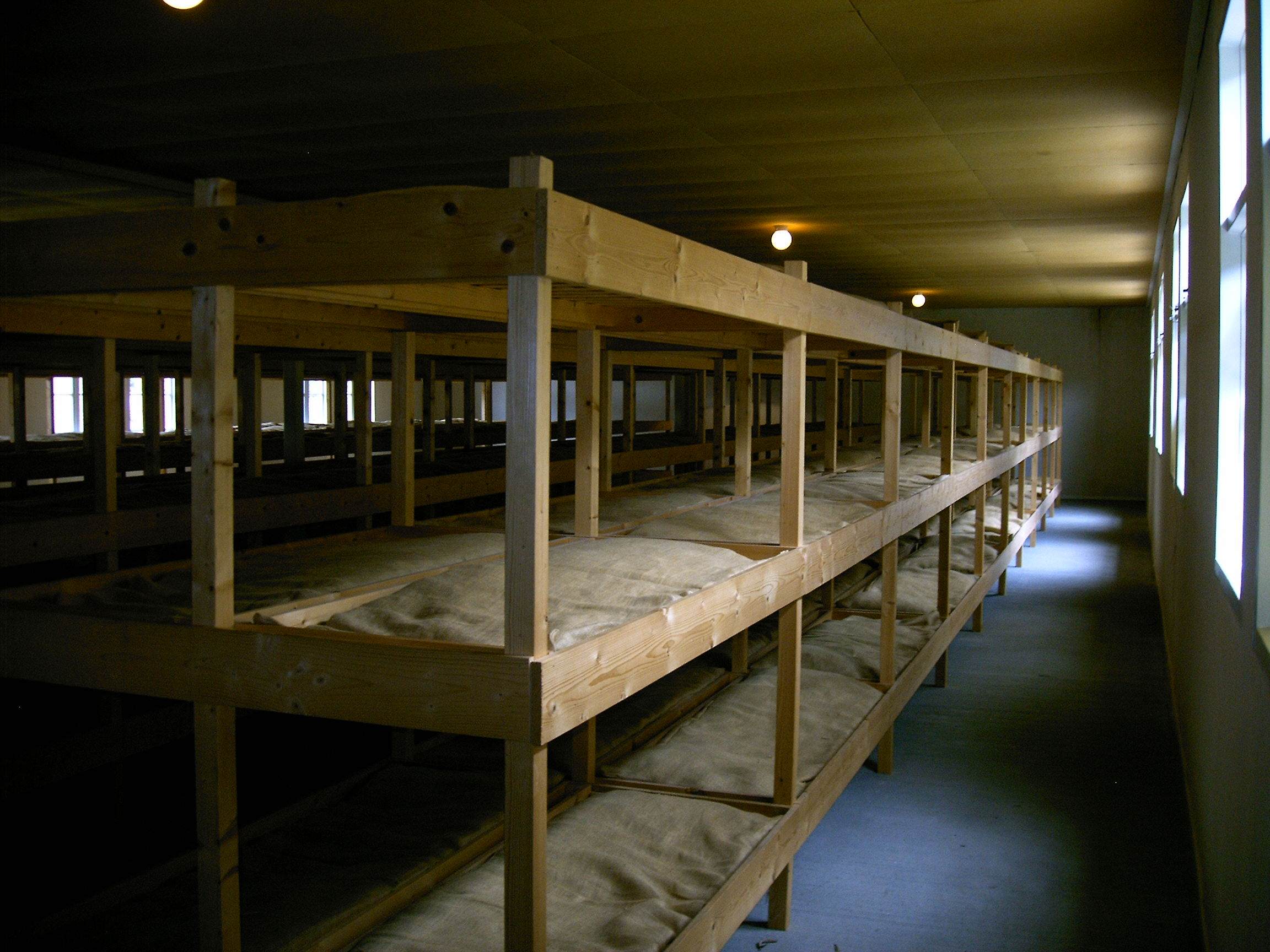
Schlafplätze
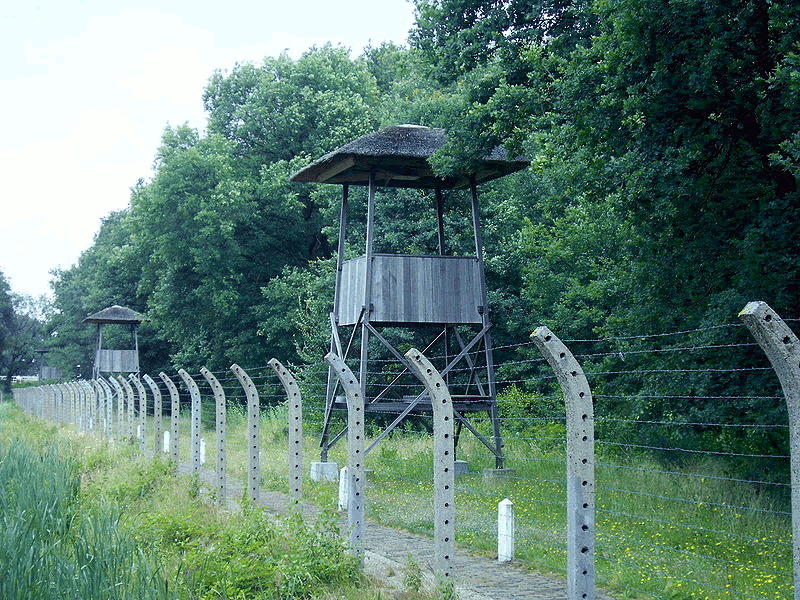
Wachturm